# Iota subscriptum

Iota subscriptum

De iota subscriptum is de naam van een klein streepje dat soms onder de Griekse letters alfa, èta of omega (de lange klinkers) staat. Dit streepje moet de letter jota voorstellen. Die letters zien er dan als volgt uit: ᾳ, ῃ en ῳ, en dat moet dan worden uitgesproken als aai, èi en ooi. In handschriften is het vaak een kleine jota, als een document is getypt een streepje.